# Лувестейн
Лувестейн (нидерл. Slot Loevestein) — замок, построенный в 1368 году рыцарем Дирком ван Хорном (из дома Горнов) при слиянии рек Мааса и Ваала на территории Гелдерланда, где сходились границы средневековых Голландии и Гельдерна.
В XV веке, в разгар «войны крючков и трески», в нём содержали противников Якобы Геннегау.
Голландская республика, сознавая стратегическое расположение замка, обновила его укрепления и снабдила его постоянным гарнизоном. Лувестейн казался тем более неприступным, что во время разлива рек превращался в остров. На протяжении XVII века он служил тюрьмой для политических заключённых и в качестве таковой выведен в романе Дюма «Чёрный тюльпан».
В 1619 году для пожизненного заключения в замок был доставлен учёный Гуго Гроций, однако ему удалось бежать оттуда в сундуке из-под книг. В 1631 году из него вывезли семь заключённых ремонстрантов в винных бочках. Наконец, в 1650 году в замке были заточены неугодные оранжистам парламентарии во главе с Яном де Виттом.
В 1922 году в Роттердаме было построено судно (сухогруз) поименованное в честь замка.
Во время Второй мировой войны замок был включён в состав укреплённой Голландской ватерлинии. В настоящее время здесь размещён музей.